# The Gray Man
The Gray Man is een  Amerikaanse actiethrillerfilm uit 2022, geregisseerd door Anthony en Joe Russo, naar een scenario dat laatstgenoemde samen schreef met Christopher Markus en Stephen McFeely, gebaseerd op de gelijknamige roman uit 2009 van Mark Greaney. De hoofdrollen zijn voor Ryan Gosling, Chris Evans, Ana de Armas, Jessica Henwick, Regé-Jean Page, Wagner Moura, Julia Butters, Dhanush, Alfre Woodard en Billy Bob Thornton.
The Gray Man komt uit op 15 juli 2022, gevolgd door een release op Netflix op 22 juli 2022. Met een productiebudget van 200 miljoen dollar is het een van de duurste films ooit gemaakt door Netflix.

## Verhaal
Wanneer de meest bekwame huursoldaat van de CIA, Court Gentry, ook bekend als Sierra Six, per ongeluk duistere bureaugeheimen onthult, wordt hij een primair doelwit en wordt hij over de hele wereld opgejaagd door psychopathische ex-collega Lloyd Hansen en internationale huurmoordenaars.

## Cast
- Ryan Gosling als Court Gentry/Sierra Six
- Chris Evans als Lloyd Hansen
- Ana de Armas als Dani Miranda
- Jessica Henwick als Suzanne Brewer
- Regé-Jean Page als Denny Carmichael
- Julia Butters als Claire Fitzroy
- Dhanush als Avik San
- Alfre Woodard als Margaret Cahill
- Billy Bob Thornton als Donald Fitzroy
- Eme Ikwuakor als Mr. Felix
- Robert Kazinsky als Perini

## Release
De film ging in première op 13 juli 2022 in een beperkt aantal Nederlandse bioscopen, gevolgd op 15 juli 2022 in een beperkt aantal Amerikaanse bioscopen. Op 22 juli 2022 bracht de streamingdienst Netflix de film uit.